# Aa erosa
Aa erosa је врста из рода орхидеја Aa из породице Orchidaceae.